# SunSunSunrise/ゆるとぴあ
「SunSunSunrise/ゆるとぴあ」（サンサンサンライズ/Yurutopia）は、2017年8月16日にSME Recordsから発売された9nineの21枚目のシングル。

## 概要
前作「Why don't you RELAX?」から3ヶ月ぶりの2017年第2弾シングル。両A面でのシングルリリースは「イーアル!キョンシー feat.好好!キョンシーガール/Brave」（2012年）以来約5年ぶり。仕様面では『通常盤』のほか、それぞれ異なるコンテンツを収録したDVDと2枚組の『初回生産限定盤』と『期間生産限定盤』の計3形態でリリース。

### 背景・制作
リード曲「SunSunSunrise」において特筆すべきは、バグルスやイエスのメンバーとして活動し、「ラジオ・スターの悲劇」（1980年）「ロンリー・ハート」（1983年）や、プロデュースを手掛けたフランキー・ゴーズ・トゥ・ハリウッドでは「Relax」（1983年）などで世界的なヒットを次々に生み出したトレヴァー・ホーンを楽曲プロデューサーに迎えた点である。トレヴァーが9nineの楽曲プロデュースを手掛ける事になった経緯は、2014年に配信されたNOTTVの番組「吉田尚記がアニメで企んでる」での佐武宇綺とアニメーション監督である長濱博史との出会いにまで遡り、同年、長濱が「スパイダーマン」などの原作者として知られるスタン・リーと共に、後の「THE REFLECTION -ザ・リフレクション-」となる新作アニメーションを手掛ける事となった際、9nineに作品へのオファーが舞い込んだ。その後、同じく長濱が劇中音楽のプロデューサーとしてオファーしていたトレヴァーがこれを受託していた事から、今作でのコラボレーションが実現した。また、前作「Why don't you RELAX?」は、上述の「Relax」をサンプリングアレンジした楽曲だが、オリジナルの著作権などの制約をクリアして制作が可能になったのも、9nineメンバーが「氏の過去のプロデュース作をカバーしたい」とトレヴァーへ直接交渉した事がきっかけである。

## 収録トラック
初回生産限定盤 / 通常盤
1. 「SunSunSunrise」 – 4:08
written by トレヴァー・ホーン、サイモン・ブロアー、キャメロン・ガワー・プール
日本語作詞：津波幸平
2. 「ゆるとぴあ」 – 3:55
作詞：古屋真 / 作曲・編曲：遠藤大介
3. 「ケセラセラヴ」 – 4:19
作詞：大塚利恵 / 作曲・編曲：津波幸平
4. 「SunSunSunrise（Instrumental）」
5. 「ゆるとぴあ（Instrumental）」
6. 「ケセラセラヴ（Instrumental）」

期間生産限定盤
1. 「SunSunSunrise」
2. 「ゆるとぴあ」
3. 「ケセラセラヴ」
4. 「SunSunSunrise（アニメ「ザ・リフレクション」ver.）」 – 1:44
5. 「ゆるとぴあ（Instrumental）」
6. 「ケセラセラヴ（Instrumental）」

### 限定盤DVD
初回生産限定盤
「SunSunSunrise（Music Video）」
- 監督：多田卓也 / 振付：Ruu

期間生産限定盤
1. 「SunSunSunrise（Music Video アニメ「ザ・リフレクション」インサートver.）」
2. 「SunSunSunrise（アニメ「ザ・リフレクション」ノンクレジットエンディング映像）」
  - 演出：前田地生 / アニメーション：トールミツハシ

## タイアップ
| 曲名          | タイアップ                                                                   |
| ------------- | ---------------------------------------------------------------------------- |
| SunSunSunrise | NHK総合テレビアニメ『THE REFLECTION -ザ・リフレクション-』エンディングテーマ |
| ゆるとぴあ    | テレビ東京『浅草ベビ9』オープニングテーマ                                    |